# Provinz El Kelaâ des Sraghna

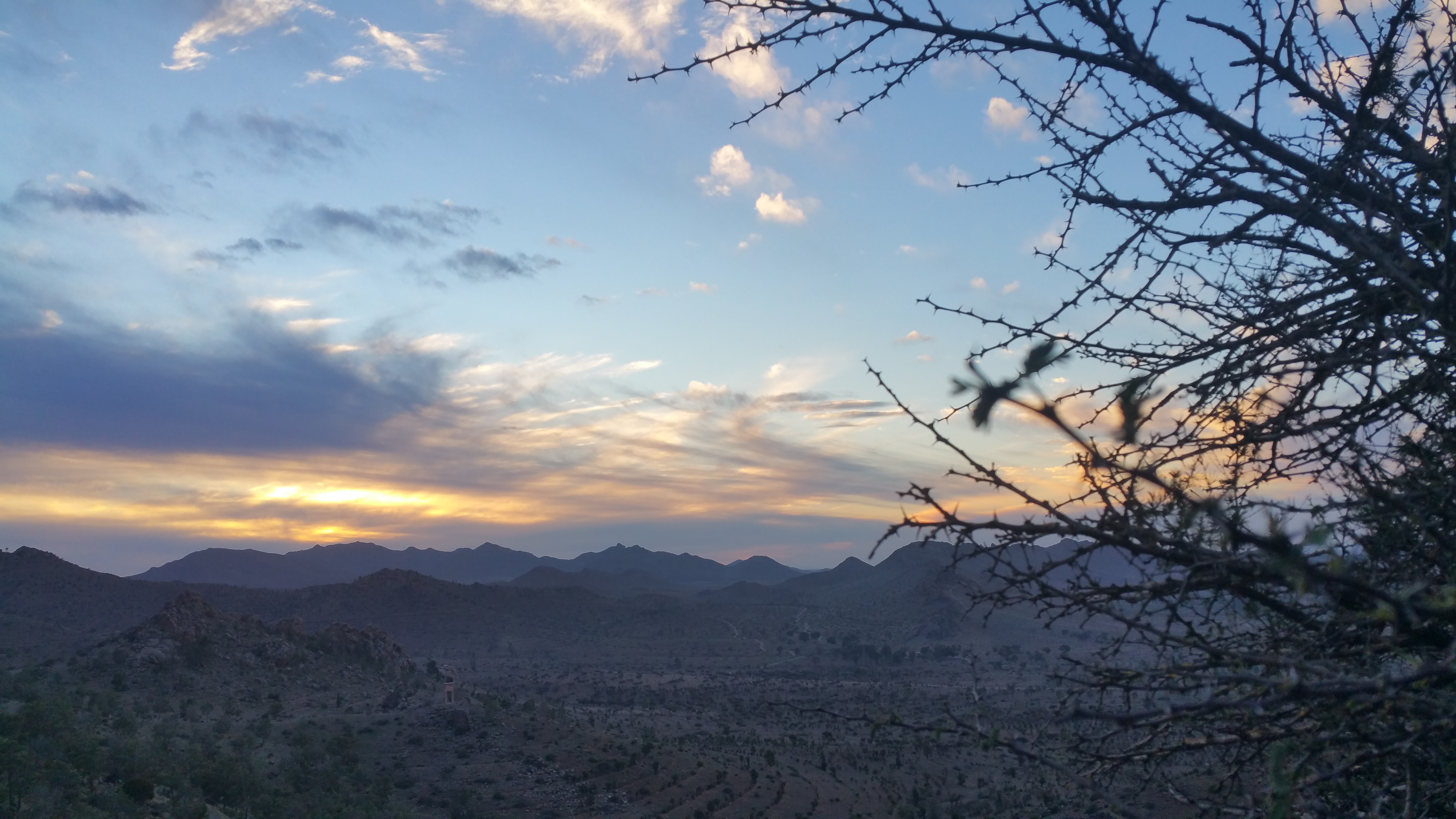
El Kelaâ des Sraghna

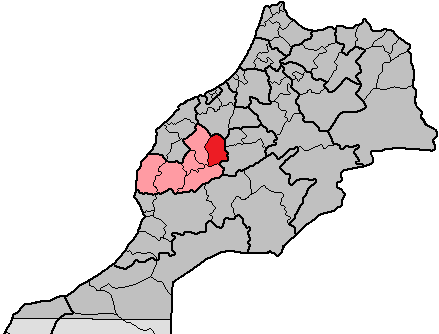
Provinz El Kelâa des Sraghna in der Region Marrakesch-Tensift-Al Haouz

El Kelaâ des Sraghna (arabisch إقليم قلعة السراغنة) ist eine Provinz in Marokko. Sie gehört seit der Verwaltungsreform von 2015 zur Region Marrakesch-Safi (davor Marrakesch-Tensift-Al Haouz) und liegt im Zentrum des Landes nordöstlich von Marrakesch. Die Provinz hat 466.230 Einwohner (2004).

## Größte Orte
Die mit (M) gekennzeichneten Orte sind als städtische Siedlungen (communes municipales) eingestuft, die übrigen gelten als Landgemeinden (communes rurales) und bestehen jeweils aus mehreren Dörfern.
| Gemeinde                 | Einwohner (2. Sept. 1994) | Einwohner (2. Sept. 2004) |
| ------------------------ | ------------------------- | ------------------------- |
| El Kelaâ des Sraghna (M) | 51.404                    | 68.694                    |
| Laattaouia (M)           | 11.219                    | 20.237                    |
| Sidi Rahhal (M)          | 6.292                     | 6.352                     |
| Tamallalt (M)            | 8.701                     | 12.212                    |
| Assahrij                 | 13.009                    | 14.165                    |
| Bouya Omar               | 12.910                    | 13.640                    |
| Chtaiba                  | 7.982                     | 7.874                     |
| Fraita                   | 10.222                    | 10.555                    |
| Jouala                   | 11.890                    | 11.373                    |
| Oulad Khallouf           | 7.638                     | 8.064                     |
| Sidi Aïssa Ben Slimane   | 17.131                    | 17.708                    |
| Sidi El Hatab            | 7.474                     | 8.191                     |
| Zemrane                  | 15.635                    | 15.996                    |
| Zemrane Charqia          | 26.778                    | 27.415                    |